# Saint-Marcel, Aostadalen
För andra betydelser, se Saint-Marcel.
Saint-Marcel är en kommun i Aostadalen i nordvästra Italien. Kommunen hade 1 348 invånare (2017) och har italienska och franska som officiella språk. Saint-Marcel gränsar till kommunerna Brissogne, Cogne, Fénis, Nus och Quart.